# Habenaria marquisensis
Habenaria marquisensis är en orkidéart som beskrevs av Forest Buffen Harkness Brown. Habenaria marquisensis ingår i släktet Habenaria och familjen orkidéer.
Artens utbredningsområde är Marquesasöarna.

## Underarter
Arten delas in i följande underarter:
- H. m. hallei
- H. m. marquisensis